# Ceryx minor
Ceryx minor là một loài bướm đêm thuộc phân họ Arctiinae, họ Erebidae.